# Жерпинн
Жерпи́нн (фр. Gerpinnes, валлон. Djerpene) — коммуна в Валлонии, расположенная в провинции Эно, округ Шарлеруа. Принадлежит Французскому языковому сообществу Бельгии. На площади 47,10 км² проживают 12 030 человек (плотность населения — 255 чел./км²), из которых 47,97 % — мужчины и 52,03 % — женщины. Средний годовой доход на душу населения в 2003 году составлял 14 810 евро.
Почтовый код: 6280. Телефонный код: 071.